# Miroslav Pavlović
Miroslav Pavlović (serbokroatisch-kyrillisch Мирослав Павловић; * 23. Oktober 1942 in Požega, Militärverwaltungsgebiet Serbien, heutiges Serbien; † 19. Januar 2004 in Belgrad) war ein jugoslawischer Fußballspieler.

## Karriere
Pavlović begann seine Karriere im Seniorenbereich in seiner Heimatstadt beim örtlichen Klub Sloga Užička Požega. Von 1963 bis 1966 spielte er für den Drittligisten Sloboda Titovo Užice, mit dem er 1965 in die zweite jugoslawische Liga aufstieg. 1966 wechselte er zum FK Roter Stern Belgrad. Dort wurde er viermal jugoslawischer Meister, dreifacher Pokalsieger und gewann 1968 mit seiner Mannschaft den Mitropapokal.
Nach der Weltmeisterschaft 1974 durfte Pavlović ins Ausland wechseln. Er schloss sich dem KFC Diest an, mit dem er nach einer Saison in die zweite belgische Liga abstieg. Nach einer weiteren Spielzeit in Belgien wechselte er 1976 in die USA zu den San José Earthquakes in die NASL, für die er bis 1977 und dann noch einmal in der Spielzeit 1980 aktiv war. Anschließend beendete er seine Profikarriere.

### Nationalmannschaft
Pavlović debütierte am 5. Juni 1968 beim 1:0 im Halbfinalspiel der Europameisterschaft 1968 gegen den amtierenden Weltmeister England in der jugoslawischen Nationalmannschaft. Die beiden folgenden Finalspiele gegen Gastgeber Italien endeten 1:1 und 0:2, so dass Pavlović mit Jugoslawien  Vizeeuropameister wurde.
Anlässlich der Fußball-Weltmeisterschaft 1974 in Deutschland wurde Pavlović von Nationaltrainer Miljan Miljanić in das jugoslawische Aufgebot berufen. Er kam lediglich im letzten Spiel der Zwischenrunde zum Einsatz und wurde in der 78. Spielminute gegen Luka Peruzović ausgewechselt. Bereits vor dem Spiel, welches Jugoslawien mit 1:2 gegen die ebenfalls chancenlosen Schweden verlor, stand das Ausscheiden Jugoslawiens aus dem Turnier fest. Es war gleichzeitig Pavlovićs letztes von 46 Länderspielen für Jugoslawien, in denen er zwei Tore erzielte.

## Erfolge
- Jugoslawischer Meister: 1968, 1969, 1970, 1973
- Jugoslawischer Pokalsieger: 1968, 1970, 1971
- Mitropapokal: 1968